# جونگ ایل-گوان
جونگ ایل-گوان (انگلیسی: Jong Il-gwan؛ زادهٔ ۳۰ اکتبر ۱۹۹۲) یک بازیکن فوتبال اهل کره شمالی است.
وی همچنین در تیم ملی فوتبال کره شمالی سابقه ۲۶ بازی و ۶ گل ملی دارد.
او سه گل خود را در برابر میانمار در مرحله مقدماتی جام جهانی فوتبال ۲۰۲۶ به ثمر رسانده است.